# Bas van Dooren
Bas van Dooren (Oss, 25 augustus 1973) is een Nederlandse ex-mountainbiker. Van Dooren behoorde tot de top van het internationale mountainbiken en nam voor Nederland deel aan de Olympische Spelen van Sydney in 2000.
Van Dooren beëindigde zijn carrière nadat hij in september 2002 tijdens het WK in Kaprun op het gebruik van epo werd betrapt. Van Dooren, niet verzekerd van een werkgever voor het volgende seizoen, nam zijn toevlucht tot het verboden middel in de hoop middels goed presteren een contract af te dwingen. "Het was een gok", verklaarde de renner die stap.
Van Dooren won één nationale titel en twee wereldbekerwedstrijden.

## Resultaten
1998
- 11e WB-wedstrijd Silves (Portugal)
- 15e WB-wedstrijd Boedapest (Hongarije)
- 6e WB-wedstrijd Sankt Wendel (Duitsland)
- 2e WB-wedstrijd Plymouth (Verenigd Koninkrijk)
- 5e WB-wedstrijd Canmore (Canada)
- 13e WB-wedstrijd Bromont (Canada)
- 4e Wereldkampioenschappen Mont-Saint-Anne (Canada)
- 2e Europese kampioenschappen Aywaille (België)

1999
- Nederlands kampioen (Rhenen)
- 6e WB-wedstrijd Napa (Verenigde Staten)
- 2e WB-wedstrijd Madrid (Spanje)
- 2e WB-wedstrijd Sankt Wendel (Duitsland)
- 1e WB-wedstrijd Plymouth (Verenigd Koninkrijk)
- 4e WB-wedstrijd Big Bear (Verenigde Staten)
- 9e WB-wedstrijd Houffalize (België)
- 5e Wereldkampioenschappen Are (Zweden)
- 8e Europese kampioenschappen Porto de Mos (Portugal)

2000
- 2e UCI Wereldbeker overall
- 1e WB-wedstrijd Napa Valley (Verenigde Staten)
- 7e WB-wedstrijd Houffalize (België)
- 2e WB-wedstrijd Sankt Wendel (Duitsland)
- 12e WB-wedstrijd Sarentina (Italië)
- 5e WB-wedstrijd Mont-Saint-Anne (Canada)
- 2e WB-wedstrijd Canmore (Canada)
- 20e WB-wedstrijd Lausanne (Zwitserland)
- 11e Olympische Spelen Sydney (Australië)

2001
- 2e WB-wedstrijd Houffalize (België)
- 17e WB-wedstrijd Napa (Verenigde Staten)
- 4e WB-wedstrijd Sarentino (Italië)
- 9e WB-wedstrijd Whistler (Canada)
- 15e WB-wedstrijd Kaprun (Oostenrijk)
- 12e WB-wedstrijd Mont-Saint-Anne (Canada)

## Ploegen
- Be One
- Specialized
- Bankgiroloterij-Batavus

Wielerploegen van Bas van Dooren
Al ·
van Dooren ·
Hiemstra ·
Kemna ·
van der Kooij ·
Löwik ·
Reinerink ·
Schmitz ·
Sweet ·
van Velzen · 
van der Ven ·
Voskamp ·
Vries